# Episodi di Un caso di coscienza (quinta stagione)
La quinta stagione della serie televisiva Un caso di coscienza, dal titolo Un caso di coscienza 5, è andata in onda in prima visione su Rai 1 nel 2013.
| nº | Titolo                   | Prima TV Italia   | Telespettatori | Share  |
| -- | ------------------------ | ----------------- | -------------- | ------ |
| 1  | Doppia verità            | 8 settembre 2013  | 3.652.000      | 17,27% |
| 2  | Una promessa mantenuta   | 15 settembre 2013 | 4.125.000      | 17,89% |
| 3  | Senza scrupoli           | 22 settembre 2013 | 3.842.000      | 16,07% |
| 4  | Un figlio da amare       | 29 settembre 2013 | 3.813.000      | 15,74% |
| 5  | La forza di ricominciare | 30 settembre 2013 | 4.334.000      | 15,81% |
| 6  | Gioco sporco             | 6 ottobre 2013    | 4.192.000      | 15,87% |